# 시즈오카 현립 대학
시즈오카 현립 대학(静岡県立大学, しずおかけんりつだいがく)은 일본의 시즈오카현 시즈오카시 스루가구 타니타 52번 1호에 주소를 둔 일본의 공립 대학이다.

## 같이 보기
- 시즈오카 대학